# Edomsharde
Die Edomsharde (dänisch Edoms Herred) war bis 1634 eine Harde, ein Verwaltungsbezirk in Nordfriesland, der den südöstlichen Teil der Insel Strand – heute etwa das Gebiet der Halbinsel Nordstrand – umfasste. Die Insel ging in der Burchardiflut im Jahr 1634 unter. Nördlich schloss sich die Beltringharde, westlich die Pellwormharde, östlich die auf dem Festland liegende Südergoesharde und südlich die Lundenbergharde an.
Der Hauptort der Edomsharde, Rungholt, ging vermutlich in der Zweiten Marcellusflut 1362 unter. Zwar konnte danach einiges Land zurückgewonnen werden und einige Kirchen wurden neu gebaut, häufiger jedoch mussten die Deiche landeinwärts versetzt werden. 1615 wurde das Kirchspiel Brunock ausgedeicht, nachdem es drei Jahre lang nicht gelungen war, den vom Heverstrom angegriffenen Deich zu reparieren und die Kirche eingefallen war. Von den übrigen acht Kirchspielen der Edomsharde blieb nach 1634 als einziges Odenbüll mit der heute noch bestehenden St.-Vinzenz-Kirche übrig. Hersbüll, Evensbüll, Trindermarsch, Gaikebüll, Stintebüll, Irgrof und Buphever gingen in der Burchardiflut unter bzw. wurden so stark beschädigt, dass sie in den folgenden Jahren aufgegeben werden mussten. 1642 wurden die verlorenen Harden auch offiziell aufgelöst.